# Live Letters
Live Letters ist die erste DVD der finnischen Rockband The Rasmus und wurde am 22. November 2004 veröffentlicht. Sie enthält einen Mitschnitt des Konzerts von The Rasmus im Rahmen des Musikfestivals Open Air Gampel vom 21. August 2004 sowie alle Videos der fünf Singleauskopplungen des im Jahr zuvor erschienenen Albums Dead Letters.
Als Bonusmaterial beinhaltet die DVD Making-ofs und Storyboards von einem Teil der Musikvideos, ein Interview mit The Rasmus und Bildergalerien, die mit Akustikversionen einzelner Titel unterlegt sind. Diese wurden für den Londoner Radiosender XFM aufgenommen und von Juoni Paju abgemischt.

## Trackliste

### Konzertmitschnitt
Gesamtdauer: 47:50 Minuten
1. Intro
2. First Day of My Life
3. Guilty
4. F-F-F-Falling
5. Still Standing
6. Time to Burn
7. Bullet
8. Everyday
9. One and Only
10. In the Shadows

Zugaben:
1. Funeral Song
2. In My Life

## Musikvideos
1. In the Shadows (Bandit version) (4:06 min.)
2. In the Shadows (Crow version) (4:06 min.)
3. In the Shadows (US version) (4:06 min.)
4. In My Life (4:02 min.)
5. First Day of My Life (3:44 min.)
6. Funeral Song (The Resurrection) (3:21 min.)
7. Guilty (3:41 min.)

## Bonusmaterial

### Making-of-Videos
1. In the Shadows (US Version) (2:15 min.)
2. Guilty (3:39 min.)
3. Funeral Song (The Resurrection) (2:04 min.)
4. In My Life (2:37 min.)

### Diverses
1. Slideshow 1, mit Akustikversion von In The Shadows unterlegt (2:30 min.)
2. Slideshow 2, mit Akustikversion von Still Standing unterlegt (2:38 min.)
3. Slideshow 3, mit Akustikversion von Guilty unterlegt (3:53 min.)
4. Ein von Vanessa Warwick (North One Television) produziertes Interview mit The Rasmus. (9:14 min.)
5. Storyboard-Zeichnungen zu den verschiedenen Musikvideos. (1:06 min.)